# Свято-Троицкий собор (Джяковица)
Собор Святой Троицы (серб. Саборна црква Свете Тројице) — разрушенный храм Рашско-Призренской епархии Сербской православной церкви, который находился в Джяковице в исторической области Метохия. Собор был взорван албанцами 24-25 июля 1999 года.

## История
Впервые храм был построен в 1940 году и был предназначен для хранения останков жертв войн 1912—1918 годов. 27 января 1949 года эта церковь была снесена коммунистическими властями, которые приурочили это действо к дню святого Саввы Сербского, одного из самых почитаемых сербских святых.
В 1998—1999 годах на фундаменте старой церкви был воздвигнут новый собор по проекту Любиши и Радомира Фоличей, но он простоял недолго. После подписания Кумановского соглашения в июне 1999 года территория Джяковицы перешла под контроль итальянского контингента KFOR. Местные албанцы начали осквернять новопостроенный собор: был полностью уничтожен интерьер храма, на стенах появились нецензурные граффити, а также была выдолблена мозаика с образом Святой Троицы над входом в собор. Несмотря на призывы сербов остановить разрушение святыни, итальянские силы KFOR бездействовали. 24-25 июля церковь взорвана сотнями килограммов взрывчатых веществ. Остатки собора были уничтожены 17 марта 2004 года.
На месте собора был раскинут «мемориальный городской парк имени народных героев». 31 декабря 2005 года в нём был установлен памятный знак повстанцам ОАК, что вызвало протест Сербской православной церкви, которая является официальным владельцем этой земли. Официальный протест СПЦ против создания парка на месте собора был направлен в Миссию ООН в Косове в 2008 году.